# Manoir des Greffins
Le manoir des Greffins est situé à Ruffiac en France.

## Localisation
Le manoir est situé sur le territoire de la commune de Ruffiac, au lieu-dit les Greffins, dans le département du Morbihan en région Bretagne.

## Description
Le manoir date du XVIIe siècle, ensemble de bâtiments construits autour d'une cour fermée à l'ouest, cet ensemble comprend un logis de type ternaire, prolongé de deux ailes latérales et orienté est-ouest ; des dépendances sont construites perpendiculairement à ce logis. Au sud-ouest, le logis de ferme comporte dans son angle une tour d'escalier, dont la partie supérieure sert de pigeonnier. En dehors de cette cour, à l'ouest, une chapelle octogonale en moyen appareil de schiste et corniche en tufeau ; au sud, un four à pain. Édifice à un étage carré, élévation à travées construit en moellon sans chaîne en pierre de taille de schiste et de tuffeau. Toiture à longs pans recouverte d'ardoises, croupe.

## Historique
Le logis et la chapelle sont construits au XVIIe siècle. L'ensemble est en cours de restauration. Les textes des réformations (recensements de la noblesse) citent l'hébergement des Greffins, appartenant à Jehanne Houes, et sa métairie où demeure Perrot Monlouis, en 1427 ; à Gilles Couldebouc et sa femme, en 1440 ; "Hegreffin" à François Couldebouc, en 1536.
Le manoir est inscrit à l'inventaire général du patrimoine culturel.